# Album di remix più venduti nel mondo
Questa pagine mostra la lista degli album di remix più venduti al mondo. Nella classifica compaiono gli artisti che superano il milione di copie vendute.
| Artista         | Album                                        | Anno | Genere                | Certificazioni | Copie vendute |
| --------------- | -------------------------------------------- | ---- | --------------------- | --- | ------------- |
| Michael Jackson | Blood on the Dance Floor: HIStory in the Mix | 1997 | Pop/R&B/Rock          | USA disco di Platino (1 milione al maggio 2000) UK vendite (300 000) Canada disco d'Oro (50 000) Germania disco d'Oro (450 000 al luglio 1997) Francia 2 dischi d'Oro (420 000) | 11 milioni    |
| Madonna         | You Can Dance                                | 1987 | Dance-pop             | USA disco di Platino (1 milione) UK disco di Platino (300 000) Canada non certificata Germania disco d'Oro (250 000)                                                            | 5 milioni     |
| Jennifer Lopez  | J to tha L-O!: The Remixes                   | 2002 | Pop/Pop latino/R&B    | USA disco di Platino (1 milione) UK disco di Platino (300 000) Canada disco di Platino (100 000) Germania non certificata Francia disco d'Oro (75 000)                          | 4 milioni     |
| Paula Abdul     | Shut Up and Dance                            | 1990 | Dance-pop             | USA disco di Platino (1 milione) U.K. uncertified Canada disco di Platino (100 000) Germania non certificata                                                                    | 3 milioni     |
| Mariah Carey    | The Remixes                                  | 2003 | Dance-pop/R&B/Hip-hop | USA disco di Platino (1 milione) | 2 milioni     |
| Linkin Park     | Reanimation                                  | 2002 | Rap metal             | USA disco di Platino (1 milione) UK non certificata Canada non certificata Germania disco d'Oro (150.000) Francia non certificata                                               | 2 milioni     |
| Pet Shop Boys   | Disco                                        | 1986 | Synthpop              | UK disco di Platino | 1.5 milioni   |
| B'z             | B'z The "Mixture"                            | 2000 | Hard rock             | Giappone: 1 milione | 1.5 milioni   |
| Destiny's Child | This Is The Remix                            | 2002 | Dance-pop/R&B/Hip-hop | JAP disco d'Oro | 1.5 milioni   |
| Shakira         | The Remixes                                  | 1997 | Pop latino            | USA 2 dischi di Platino (Latino) | 1 milione     |